# Melaenornis pammelaina
Melaenornis pammelaina е вид птица от семейство Muscicapidae.

## Разпространение
Видът е разпространен в Ангола, Ботсвана, Бурунди, Замбия, Зимбабве, Република Конго, Демократична република Конго, Кения, Лесото, Малави, Мозамбик, Намибия, Руанда, Сомалия, Свазиленд, Танзания и Южна Африка.